# Гены-сироты
Гены-сироты (англ. Orphan gene  или ORFans, главным образом, в литературе по  микробиологии) — это гены без обнаруженных гомологов в других эволюционных ветвях. Сироты — подгруппа таксономически ограниченных генов (TRG), которые являются уникальными для определённого таксономического уровня (например, для конкретного растения). В отличие от несиротных TRG, сироты обычно считаются уникальными для очень узкого таксона, в основном вида.
Классическая модель эволюции базируется на дупликации, перестройке и мутации генов с идеей общего происхождения. Гены-сироты отличаются тем, что они специфичны по происхождению без известной истории общей дупликации и перестановки вне их специфических видов или клады. Гены-сироты могут возникать с помощью различных механизмов, таких как горизонтальный перенос генов, дупликация и быстрая дивергенция, а также появление гена de novo из некодирующей последовательности. Эти процессы могут действовать с разной скоростью у насекомых, приматов и растений. Несмотря на их относительно недавнее происхождение, гены-сироты могут кодировать функционально важные белки.

## История изучения генов-сирот
Гены-сироты были впервые обнаружены после начала проекта по секвенированию генома дрожжей в 1996. На гены сироты приходилось примерно 26 % генома дрожжей, но считалось, что эти гены можно классифицировать по гомологам, если секвенировать большее количество геномов. В то время дупликация генов считалась единственной серьёзной моделью эволюции генов, тогда было секвенировано только несколько геномов для сравнения, таким образом, отсутствие поддающихся обнаружению гомологов считалось наиболее вероятным из-за отсутствия данных секвенирования, а не из-за истинного отсутствия гомологии. Однако гены-сироты продолжали существовать по мере роста количества секвенированных геномов, что в конечном итоге привело к выводу, что гены-сироты распространены повсеместно во всех геномах. Оценки процента генов, оставшихся сиротами, сильно различаются между видами и исследованиями; 10-30 % — обычно цитируемая цифра.
Изучение генов-сирот возникло в значительной степени на рубеже веков. В 2003 году в исследовании Caenorhabditis briggsae и родственных ему видов сравнивалось более 2000 генов. Они предположили, что эти гены должны эволюционировать слишком быстро, чтобы их можно было обнаружить, и, следовательно, являются участками очень быстрой эволюции. В 2005 году Уилсон исследовал 122 вида бактерий, чтобы попытаться выяснить, является ли большое количество генов-сирот у многих видов действительно генами-сиротами. Исследование показало, что это было верным предположением и сыграло роль в адаптации бактерий. Определение таксономически ограниченных генов было введено в литературу, чтобы гены-сироты казались менее «загадочными».
В 2008 году было обнаружено, что дрожжевой белок с установленной функциональностью, BSC4, произошел de novo из некодирующих последовательностей, гомология которых всё ещё обнаруживалась у сестринских видов.
В 2009 году был обнаружен ген-сирота, регулирующий внутреннюю биологическую сеть: сиротский ген QQS из Arabidopsis thaliana влияет на метаболизм крахмала. Белок-сирота QQS взаимодействует с консервативным фактором транскрипции NF-YC4, это объясняет увеличение продукции белка, которое вызывается, когда ген QQS внедряют при помощи генетической инженерии в другие виды растений.
В 2011 году на модельном растении «Arabidopsis thaliana» было проведено всестороннее геномное исследование распространения и эволюционного происхождения генов-сирот у растений.

## Как определить гены-сироты
Гены можно условно классифицировать как сиротские, если у близлежащих видов не обнаруживаются ортологичные белки.
Одним из методов, используемых для оценки сходства нуклеотидных или белковых последовательностей, указывающих на гомологию (то есть сходство из-за общего происхождения), является инструмент поиска базового локального выравнивания (BLAST). BLAST позволяет быстро искать последовательности в больших базах данных. Моделирование предполагает, что при определённых условиях BLAST подходит для обнаружения дальних родственников гена. Однако BLAST может легко пропустить, короткие и быстро эволюционирующие гены.
Систематическое обнаружение гомологии для аннотирования генов-сирот называется филостратиграфией. Филостратиграфия генерирует филогенетическое дерево, в котором вычисляется гомология между всеми генами основного вида и генами других видов. Самый ранний общий предок гена определяет возраст или филогенетический слой гена. Термин «сирота» иногда используется только для самого молодого филогенетического слоя, содержащего только один вид, но при широком толковании как таксономически ограниченный ген, он может относиться ко всем филогенетическим слоям, кроме самого старого, с осиротевшим геном в более крупной кладе.

## Откуда берутся гены-сироты?
Гены-сироты возникают из множества источников, преимущественно в результате возникновения de novo, дупликации и быстрой дивергенции, а также горизонтального переноса генов.

### Появление de novo
Новые сиротские гены постоянно возникают de novo из некодирующих последовательностей. Эти новые гены могут быть достаточно полезными, чтобы их можно было зафиксировать путем отбора. Или, что более вероятно, они снова отойдут на негенный фон. Последний вариант подтверждается исследованиями на дрозофилах, показывающими, что молодые гены с большей вероятностью вымирают.
Когда-то считалось, что появление генов de novo практически невозможно из-за сложных и потенциально хрупких тонкостей создания и поддержания функциональных полипептидов, но исследования приблизительно последних лет 10, обнаружили несколько примеров генов de novo, некоторые из них связаны с важными биологическими процессами, особенно функции яичек у животных. Гены de novo были также обнаружены у грибов и растений.
Для молодых генов-сирот иногда можно найти гомологичные некодирующие последовательности ДНК в сестринских таксонах, что обычно считается убедительным доказательством происхождения de novo. Однако вклад происхождения de novo в таксономически ограниченные гены более древнего происхождения, особенно в отношении традиционной теории дупликационной эволюции генов, остается спорным.

### Дупликация и дивергенция
Модель дупликации и дивергенции для генов-сирот предполагает, что новый ген создается в результате некоторого события дупликации или дивергенции, и проходит период быстрой эволюции, когда всё обнаруживаемое сходство с первоначально дублированным геном теряется. Хотя это объяснение согласуется с текущим пониманием механизмов дублирования, количество мутаций, необходимых для потери обнаруживаемого сходства, достаточно велико, чтобы быть редким событием, а эволюционный механизм, с помощью которого дубликат гена может быть изолирован и так быстро расходиться, остается неясным.

### Горизонтальный перенос генов
Другое объяснение того, как возникают гены-сироты, связано с механизмом дуплицирования, называемым горизонтальным переносом генов, когда исходный дублицированный ген происходит от отдельной, неизвестной линии. Это объяснение происхождения генов-сирот особенно актуально для бактерий и архей, где горизонтальный перенос генов обычен.

## Характеристики белка
Гены-сироты, как правило, очень короткие (примерно в 6 раз короче зрелых генов), а некоторые слабо экспрессируются, тканеспецифичны и более просты в использовании кодонов и аминокислотном составе. Гены-сироты имеют тенденцию кодировать внутренне неупорядоченные белки, хотя некоторая структура была обнаружена в одном из наиболее охарактеризованных генов-сирот. Из десятков тысяч ферментов первичного или специализированного метаболизма, которые были охарактеризованы на сегодняшний день, ни один не является сиротским или даже ограниченным по происхождению; очевидно, для катализа требуются сотни миллионов лет эволюции.

## Биологические функции
Несмотря на то, что распространенность генов-сирот признана, эволюционная роль сирот и, как следствие, её важность все ещё обсуждаются. Одна из теорий состоит в том, что многие сироты не играют эволюционной роли; геномы содержат нефункциональные открытые рамки считывания (ORF), которые создают ложные полипептидные продукты, не поддерживаемые селекцией, а это означает, что они вряд ли сохранятся между видами и, вероятно, будут обнаружены как гены-сироты. Однако множество других исследований показали, что по крайней мере некоторые сироты функционально важны и могут помочь объяснить появление новых фенотипов.